# Cậu ấy đi tiết Thanh Minh bên cạnh mộ của tôi
Cậu ấy đi tiết Thanh Minh bên cạnh mộ của tôi (tiếng Thái: เขามาเชงเม้งข้างๆ หลุมผมครับ; RTGS: Khao Ma Chengmeng Khang Khang Lum Phom Khrap), tiêu đề tiếng Anh là He's Coming to Me hoặc Come to Me, là một bộ phim truyền hình Thái Lan phát sóng năm 2019 với sự tham gia của Prachaya Ruangroj (Singto) và Pawat Chittsawangdee (Ohm).
Bộ phim được đạo diễn bởi Aof Noppharnach và sản xuất bởi GMMTV. Đây là một trong mười ba dự án phim truyền hình cho năm 2019 được GMMTV giới thiệu tại sự kiện "Wonder Th13teen" vào ngày 5 tháng 11 năm 2018. Bộ phim được phát sóng vào lúc 20:00 (ICT), thứ Năm trên LINE TV, bắt đầu từ ngày 7 tháng 3 năm 2019. Bộ phim kết thúc vào ngày 25 tháng 4 năm 2019.

## Nội dung
Mes (Prachaya Ruangroj) đã chết cách đây hơn 20 năm mà không có ai đến thăm mộ của anh. Hiện tại, anh là một hồn ma, điều mà anh làm hàng ngày là ngồi và nằm để chờ ai đó đến thăm mình trong ngày Tết Thanh minh - một lễ hội chỉ được tổ chức một lần trong năm. Cho đến một ngày, một cậu bé tên Than (Nattapat Nimjirawat) cùng với bố cậu đến thăm nghĩa trang. Cậu bé thấy mộ của Mes và đã cúng cho anh một vài món ăn. Cậu bé hứa sẽ đến mỗi năm nhưng cậu lại biến mất. Vài năm sau, Mes gặp lại Than (Pawat Chittsawangdee). Lúc này Than đã lớn và Mes nhận ra rằng Than có thể nhìn thấy anh. Sự quan tâm của Than khiến Mes trở nên vui vẻ hơn thông qua các lần họ đi chơi với nhau. Đến một ngày, Than mời Mes về sống chung với anh tại ký túc xá. Mặc dù ở hai thế giới khác nhau, nhưng Than đã nảy sinh tình cảm đối với Mes. Than đã giúp Mes tìm ra sự thật xung quanh cái chết của anh ấy.

## Diễn viên
Dưới đây là dàn diễn viên của bộ phim:

### Diễn viên chính
- Prachaya Ruangroj (Singto) vai Mes Wongsakorn
- Pawat Chittsawangdee (Ohm) vai Thun Thunyakorn (lớn)
  - Nattapat Nimjirawat (Mac) vai Thun Thunyakorn (trẻ)

### Diễn viên phụ
- Wachirawit Ruangwiwat (Chimon) vai Prince
- Harit Cheewagaroon (Sing) vai Khiaokhiem
- Chanagun Arpornsutinan (Gunsmile) vai Jeng
- Suttatip Wutchaipradit (Ampere) vai Ngoon
- Sivakorn Lertchuchot (Guy) vai Chin
- Chayapol Jutamas (AJ) vai JJ
- Chayakorn Jutamas (JJ) vai Eak
- Intira Jaroenpura vai Kwan
  - Pattranite Limpatiyakorn (Love) vai Kwan (trẻ)
- Chanunphat Kamolkiriluck (Gigie) vai Praifah
- Ohmda Piyawahnit vai Nom
- Suchao Phongwilai vai ông của Praifah

## Nhạc phim
| Tên bài hát                       | Thể hiện                           | Ghi chú                            | Ref.  |
| --------------------------------- | ---------------------------------- | ---------------------------------- | ----- |
| ให้รักปรากฏตัว (Hai Ruk Pra Got Tua) | Trai Bhumiratna (Boy)              |                                    | [ 7 ] |
| ให้รักปรากฏตัว (Hai Ruk Pra Got Tua) | Prachaya Ruangroj (Singto) (Cover) |                                    | [ 8 ] |
| Weed                              | Miguel Odron                       | Chỉ dành cho phiên bản Philippines | [ 9 ] |

## Phát sóng tại nước ngoài
- Philippines – Bản lồng tiếng Philippines của bộ phim mang tên Come To Me được phát sóng trên iWant TFC, một dịch vụ phát trực tuyến thuộc sở hữu của ABS-CBN Corporation, vào ngày 8 tháng 8 năm 2020.[10] Bốn tập đầu tiên được phát sóng vào thời gian trên còn bốn tập cuối được phát sóng vào ngày 15 tháng 8 năm 2020.[11]

## Giải thưởng và đề cử
| Giải thưởng    | Năm  | Hạng mục            | Người/Tác phẩm được đề cử                                | Kết quả   | Ref.          |
| -------------- | ---- | ------------------- | -------------------------------------------------------- | --------- | ------------- |
| LINE TV Awards | 2020 | Best Dramatic Scene | Prachaya Ruangroj (Singto) và Pawat Chittsawangdee (Ohm) | Đoạt giải | [ 12 ] [ 13 ] |